# Kerien
Kerien (bret. Kerien-Boulvriag) – miejscowość i gmina we Francji, w regionie Bretania, w departamencie Côtes-d’Armor.
Według danych na rok 2016 gminę zamieszkiwało 266 osób, a gęstość zaludnienia wynosiła 12 osób/km² (wśród 1269 gmin Bretanii Kerien plasuje się na 949. miejscu pod względem liczby ludności, natomiast pod względem powierzchni na miejscu 448.).